# Mengniu Dairy
China Mengniu Dairy Company Limited (kinesisk: 蒙牛) er en kinesisk børsnoteret mejerikoncern med hovedsæde i Hohhot. Virksomheden producerer og markedsfører mælkeprodukter under Mengniu-mærket. Mengniu er sammen med konkurrenten Yili Group blandt de største mejerivirksomheder i Kina. Mengniu's omsætning var i 2008 på 23,9 mia. yuan..
20% af China Mengniu har siden 2009 været ejet af det statsejede COFCO Group, Kina's største importør og eksportør af fødevarer.
Mengniu har investeret i virksomheden Modern Farming, der driver 26 landbrug med 229.200 køer.
Mengniu blev etableret i 1999 af Niu Gensheng, en tidligere medarbejder fra Yili. CDH Investments købte 32 % af virksomheden i 2002. Mengniu blev børsnoteret på Hong Kong Stock Exchange i 2004.